# Andrés Bonifacio
Andrés de Castro Bonifacio (30 tháng 11,1863-10 tháng 5,1897) là một nhà cách mạng Philippines,người đã sáng lập tổ chức Katipunan,một tổ chức lãnh đạo cách mạng Philippines hoạt động từ 1892-1897. Ông được người đời sau gọi là: cha đẻ của cách mạng Philippines. Ông được coi là anh hùng dân tộc của Philippines, và được công nhận là một vị tổng thống đầu tiên của Philippines.

## Tiểu sử
Bonifacio sinh ngày 30 tháng 11 năm 1863 tại Santiago Bonifacio và Catalina de Castro ở Tondo, Manila và là con cả trong năm người con. Cha ông là một thợ may người phục vụ như là một tenyente mayor của Tondo, Manila, trong khi mẹ của ông là một người lai (cha là người Tây Ban Nha và mẹ là người Philipine-Hoa), họ đã làm việc tại một nhà máy sản xuất thuốc lá. Theo tập quán, sau khi rửa tội, ông đã được đặt tên theo tên vị thánh có lễ ông được sinh ra, Thánh Anrê.

## Katipunal
Ngày 7 tháng 7 năm 1892, một ngày sau khi Rizal bị trục xuất khỏi Philippines, Bonifacio và một số khác thành lập Katipunal, sau một thời gian thì làm việc ở cả hai tổ chức Katipunal và La Liga Filipina hợp nhất. Từ Manila, Katipunan mở rộng sang một số tỉnh, bao gồm Batangas, Laguna, Cavite, Bulacan, Pampanga và Nueva Ecija. Hầu hết các thành viên của nó, được gọi là Katipuneros, đến từ các thấp và trung bình lớp học, với nhiều lãnh đạo địa phương là nhân vật nổi bật trong thành phố của họ. Lúc đầu, thành viên là nam giới, sau đó được mở rộng cho con cái, với Bonifacio vợ của de Jesús Gregoria